# Херрман, Ханс

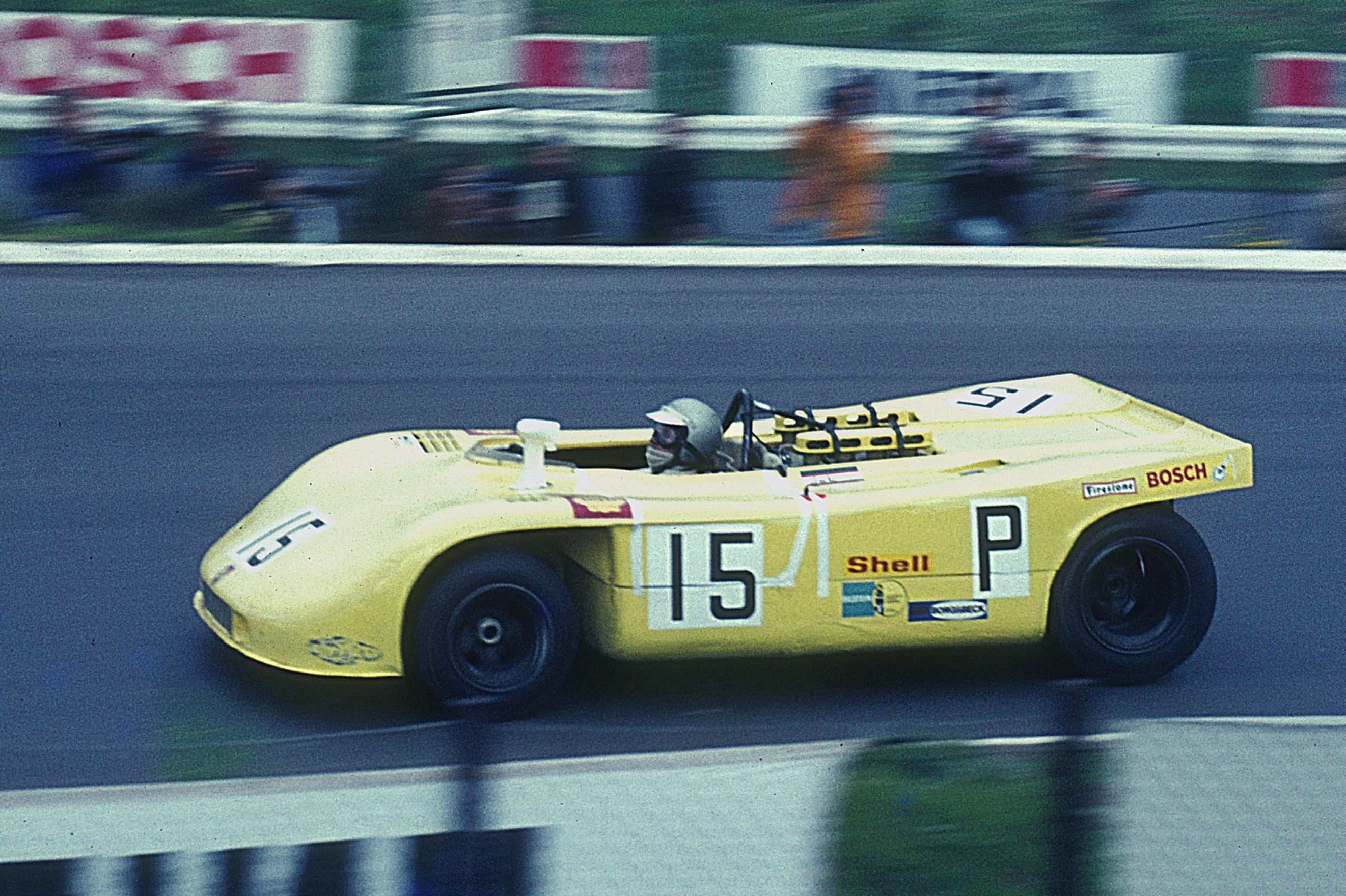
Ханс Херрман за рулём Porsche 908/3

Ханс Хе́ррман (нем. Hans Herrmann; 23 февраля 1928, Штутгарт) — германский автогонщик из Штутгарта, выступавший с 1953 по 1969 год в Формуле-1. Один из самых разносторонних пилотов, он участвовал в соревнованиях автомобилей всевозможных классов на самые различные дистанции. Его интересы варьировались от выступлений под началом Альфреда Нойбауэра в команде Mercedes-Benz в довоенные годы, до выступлений в команде Porsche в 24-часовой гонке в Ле-Мане. Он успешно участвовал в таких гонках, как легендарные Mille Miglia, Targa Florio и Carrera Panamericana. В течение своей карьеры Ханс попадал в крупные аварии, но смог удачно избежать серьёзных травм. Он последний ныне живущий участник сезонов 1953 и 1954 годов и единственный ныне живущий гонщик Формулы 1, финишировавший на подиуме в 1950-е.

## Таблица результатов в Формуле-1
| Легенда к таблице |                                                                    |
| --- | ------------------------------------------------------------------ |
| В таблице перечислены результаты всех Гран-при Формулы-1, в которых принимал участие гонщик. Строками таблицы являются сезоны, столбцами — этапы чемпионата мира. В каждой клетке указаны сокращённое название этапа и результат, дополнительно обозначенный цветом. Расшифровка обозначений и цветов представлена в нижеследующей таблице. |                                                                    |
| \| Пример \| Описание \| \| ------------ \| ------------------------------------------------------------------ \| \| 1 \| Победитель \| \| 2 \| Второе место \| \| 3 \| Третье место \| \| 5 \| Финишировал, заработав очки \| \| Сход \| Не финишировал, но при этом заработал очки \| \| 12 \| Финишировал, не получив очков \| \| НКЛ \| Финишировал, но не попал в финальную классификацию \| \| 15 \| Участвовал вне зачёта, либо по отдельной классификации \| \| 18 \| Не финишировал, но попал в финальную классификацию \| \| Сход \| Не финишировал \| \| НКВ \| Не прошёл квалификацию \| \| НПКВ \| Не прошёл предквалификацию \| \| ДСК \| Дисквалифицирован \| \| ИСК \| Исключён из протокола соревнований \| \| ТТ \| Заявлен для участия только в тренировках \| \| НС \| Участвовал в квалификации, но не стартовал в гонке \| \| Т \| Травмирован или болен \| \| ОТК \| Отказ от участия \| \| НТР \| Прибыл на соревнования, но на трассу не выезжал \| \| НПР \| Был заявлен в числе участников, но не прибыл к началу соревнований \| \| О \| Соревнования отменены \| \| \| Не участвовал \| \| Поул-позиция \| \| \| Быстрый круг \| \| |                                                                    |
| Пример | Описание                                                           |
| 1 | Победитель                                                         |
| 2 | Второе место                                                       |
| 3 | Третье место                                                       |
| 5 | Финишировал, заработав очки                                        |
| Сход | Не финишировал, но при этом заработал очки                         |
| 12 | Финишировал, не получив очков                                      |
| НКЛ | Финишировал, но не попал в финальную классификацию                 |
| 15 | Участвовал вне зачёта, либо по отдельной классификации             |
| 18 | Не финишировал, но попал в финальную классификацию                 |
| Сход | Не финишировал                                                     |
| НКВ | Не прошёл квалификацию                                             |
| НПКВ | Не прошёл предквалификацию                                         |
| ДСК | Дисквалифицирован                                                  |
| ИСК | Исключён из протокола соревнований                                 |
| ТТ | Заявлен для участия только в тренировках                           |
| НС | Участвовал в квалификации, но не стартовал в гонке                 |
| Т | Травмирован или болен                                              |
| ОТК | Отказ от участия                                                   |
| НТР | Прибыл на соревнования, но на трассу не выезжал                    |
| НПР | Был заявлен в числе участников, но не прибыл к началу соревнований |
| О | Соревнования отменены                                              |
| | Не участвовал                                                      |
| Поул-позиция |                                                                    |
| Быстрый круг |                                                                    |

| Сезон | Команда                    | Шасси                          | Двигатель                 | Ш | 1     | 2       | 3   | 4        | 5                                                         | 6        | 7      | 8        | 9        | 10       | 11    | Место | Очки |
| ----- | -------------------------- | ------------------------------ | ------------------------- | - | ----- | ------- | --- | -------- | --------------------------------------------------------- | -------- | ------ | -------- | -------- | -------- | ----- | ----- | ---- |
| 1953  | Частная заявка             | Veritas Meteor                 | Veritas 2,0 L6            | D | АРГ   | 500     | НИД | БЕЛ      | ФРА                                                       | ВЕЛ      | ГЕР 9  | ШВА      | ИТА      |          |       | —     | 0    |
| 1954  | Daimler-Benz AG            | Mercedes-Benz W196 Stromlinien | Mercedes-Benz M196 2,5 L8 | C | АРГ   | 500     | БЕЛ | ФРА Сход | ВЕЛ                                                       | ГЕР Сход |        |          |          |          |       | 7     | 8    |
| 1954  | Daimler-Benz AG            | Mercedes-Benz W196             | Mercedes-Benz M196 2,5 L8 | C |       |         |     |          |                                                           |          | ШВА 3  | ИТА 4    | ИСП Сход |          |       | 7     | 8    |
| 1955  | Daimler-Benz AG            | Mercedes-Benz W196             | Mercedes-Benz M196 2,5 L8 | C | АРГ 4 | МОН НС  | 500 | БЕЛ      | НИД                                                       | ВЕЛ      | ИТА    |          |          |          |       | 22    | 1    |
| 1957  | Officine Alfieri Maserati  | Maserati 250F                  | Maserati 250F 2,5 L6      | P | АРГ   | МОН НКВ | 500 | ФРА      | ВЕЛ                                                       |          |        |          |          |          |       | —     | 0    |
| 1957  | Scuderia Centro Sud        | Maserati 250F                  | Maserati 250F 2,5 L6      | P |       |         |     |          |                                                           | ГЕР Сход | ПЕС    | ИТА      |          |          |       | —     | 0    |
| 1958  | Scuderia Centro Sud        | Maserati 250F                  | Maserati 250F 2,5 L6      | P | АРГ   | МОН     | НИД | 500      | БЕЛ                                                       | ФРА      | ВЕЛ    | ГЕР Сход | ПОР      |          |       | —     | 0    |
| 1958  | Joakim Bonnier             | Maserati 250F                  | Maserati 250F 2,5 L6      | P |       |         |     |          |                                                           |          |        |          |          | ИТА Сход | МАР 9 | —     | 0    |
| 1959  | Scuderia Centro Sud        | Cooper T51                     | Maserati 250S 2,5 L4      | D | МОН   | 500     | НИД | ФРА      | ВЕЛ Сход                                                  |          |        |          |          |          |       | —     | 0    |
| 1959  | British Racing Partnership | BRM P25                        | BRM P25 2,5 L4            | D |       |         |     |          |                                                           | ГЕР Сход | ПОР    | ИТА      | США      |          |       | —     | 0    |
| 1960  | Porsche System Engineering | Porsche 718/2                  | Porsche 547/3 1,5 B4      | D | АРГ   | МОН     | 500 | НИД      | БЕЛ                                                       | ФРА      | ВЕЛ    | ПОР      | ИТА 6    | США      |       | 27    | 1    |
| 1961  | Porsche System Engineering | Porsche 718/2                  | Porsche 547/3 1,5 B4      | D | МОН 9 |         |     |          | align="center" style="background-color:#CFCFFF;"\| ГЕР 13 | ИТА      | США    |          |          |          | —     | 0     |      |
| 1961  | Écurie Maarsbergen         | Porsche 718                    | Porsche 547/3 1,5 B4      | D |       | НИД 15  | БЕЛ | ФРА      | ВЕЛ                                                       |          |        |          |          |          | —     | 0     |      |
| 1966  | Roy Winkelmann Racing      | Brabham BT18                   | Ford Cosworth SCA 1,0 L4  | D | МОН   | БЕЛ     | ФРА | ВЕЛ      | НИД                                                       | ГЕР 11   | ИТА    | США      | МЕК      |          |       | —     | 0    |
| 1969  | Roy Winkelmann Racing      | Lotus 59B                      | Ford Cosworth FVA 1,6 L4  | F | ЮАР   | ИСП     | МОН | НИД      | ФРА                                                       | ВЕЛ      | ГЕР НС | ИТА      | КАН      | США      | МЕК   | —     | 0    |